# Monica Zachrisson
Monica Zachrisson (31 maggio 1960) è un'ex cestista svedese.

## Carriera
Con la Svezia ha disputato i Campionati europei del 1981.